# Vượn mày trắng miền đông
Vượn mày trắng miền đông (Hoolock leuconedys) là một loài linh trưỡng trong họ Hylobatidae. Loài này được tìm thấy ở góc cực đông của Assam và một phần của Arunachal Pradesh, Myanmar phía đông của sông Chindwin, và ở phía tây nam tỉnh Vân Nam của Trung Quốc.